# Lancasterzeestraat
De Lancasterzeestraat (Inuktitut: ᑕᓪᓗᕈᑎᐅᑉ ᐃᒪᖓ, geromaniseerd: Tallurutiup Imanga, Engels: Lancaster Sound) is een zeestraat in het noorden van Canada in het gebied van de Canadese Arctische Eilanden. Het ligt in de regio Qikiqtaaluk in Nunavut tussen Devoneiland en Baffineiland en vormt de oostelijke ingang van het Parrykanaal en de Noordwestelijke Doorvaart. Ten oosten van de zeestraat ligt de Baffinbaai, in het westen de Straat Barrow met daarachter de Viscount Melville Sound. Verder naar het westen zou een reiziger eerst de M'Clure Strait passeren voordat die de Noordelijke IJszee in bereiken. Naar het zuiden staat de zeestraat via de Prince Regent Inlet in verbinding met de Golf van Boothia die weer in verbinding staat via de Fury and Hecla Strait met het Foxebekken en de Hudsonbaai.
De Inuit en hun voorgangers in de regio, de Paleo-Eskimo's, vertrouwen al honderden, misschien wel duizenden jaren op de overvloedige natuurlijke rijkdom van de zeestraat voor voedsel, kleding en onderdak. Tegenwoordig zetten de inwoners van de drie Nunavut-gemeenschappen Pond Inlet, Arctic Bay en Resolute deze traditie voort en zijn afhankelijk van de wateren voor hun economisch en cultureel welzijn.

## Geschiedenis
De Lancasterzeestraat werd in 1616 door ontdekkingsreiziger William Baffin genoemd naar Sir James Lancaster, een van de drie belangrijkste financiële ondersteuners van zijn verkennende expedities. De mislukte expeditie van de Britse ontdekkingsreiziger John Ross in 1818 eindigde toen hij zag wat volgens hem bergen waren die het einde van Lancasterzeestraat blokkeerden. In 1819 kwam William Edward Parry er doorheen en ging zo ver westelijk als Melville-eiland. De zeestraat werd grondig onderzocht tijdens een uitgebreid luchtkarteringsprogramma van Noord-Canada door de Canadese regering, dat van de jaren dertig tot eind jaren vijftig duurde. Toevallig was het type vliegtuig dat werd gebruikt om het kaartprogramma te voltooien de Avro Lancaster, een zware bommenwerper uit de Tweede Wereldoorlog die was omgebouwd voor het in kaart brengen.

## Geografie
Het is gebruikelijk dat de zeestraat negen maanden per jaar met ijs bedekt is, zowel landvast ijs als pakijs. Een walleidingsysteem zorgt ervoor dat er ijsvrije watergebieden zijn.

## Ecologie
De fauna is rijk en gevarieerd, met een enorme hoeveelheid Arctische kabeljauw (30.000 ton). De Arctische kabeljauw maakt ook deel uit van het dieet van veel van de vogels in de Lancasterzeestraat en van zeezoogdieren. Veel narwals, beluga's, Groenlandse walvissen, ringelrobben, baardrobben en zadelrobben, walrussen, ijsberen, dikbekzeekoeten, drieteenmeeuwen, noordse stormvogels, zwarte zeekoeten, noordse sterns, ivoormeeuwen en sneeuwganzen bewonen het gebied.
De zeestraat ligt in de mariene ecoregio Lancasterzeestraat.